# سيلفي (فلم)
سيلفي هو فيلم درامي كوميدي باللغة الهندية لعام 2023 من إخراج راج ميهتا وإنتاج دهارما للإنتاج وماجيك فريمس للإنتاج و بريثفيراج للإنتاج و كيب أوف جود فيلمز واستوديوهات ستار . يقوم ببطولته نجوم الفيلم أكشاي كومار وعمران هاشمي في أدوار رئيسية بينما يلعب ديانا بينتي ونشررات بهروتشا أدوارًا ثانوية. قصة الفيلم مأخوذة من الفيلم الماليالامي رخصة القيادة إنتاج عام 2019 ،، يدور الفيلم حول منافسة بين مفتش مكتب النقل الإقليمي(RTO) وأحد الممثلين البارزين.
بدأ التصوير في مارس 2022. وتم عرضه في دور السينما في 24 فبراير 2023. تلقى الفيلم آراء مختلفة بعضها إيجابية من النقاد.

## قصة الفيلم
يعمل أوم براكاش أغراوال كمفتش للسيارات في مدينة بوبال ، وهو معجب جداً بممثل الأفلام فيجاي كومار. يستعد الممثل فيجاي للمغادرة إلى الولايات المتحدة من أجل تشخيص زوجته نينا ، مما يجعله يتأخر عن تصوير فيلمه التالي ، الذي يعاني من تجاوز التكلفة لميزانية الفيلم . و عند البدء بالتصوير على أرض مستأجرة للبحرية الهندية ، يكتشف طاقم العمل أن رخصة قيادة فيجاي مفقودة والتي لا يمكن استمرار التصوير بدونها. يغضب منتج الفيلم لأن الفيلم يجب أن يتم إنهائه في أسرع وقت ممكن. وبسبب خطأ كتابي أثناء الانتقال بين مباني مكتب النقل الإقليمي(RTO) ، لم يستطع فيجاي التقدم للحصول على رخصة بدل عن ضائع، وإصدار رخصة جديدة من البداية سيستغرق وقتًا طويلاً. ثم يلتقي صديق فيجاي السياسي مع المفتش أوم براكاش لتسريع الإجراء . يوافق أوم على إصدار رخصة بشكل غير قانوني دون حضور فيجاي للاختبار. وقد استدعى فيجاي إلى مكتب النقل الإقليمي(RTO) لمقابلته شخصيًا وكدليل في حالة إجراء تحقيق.
في هذه الأثناء ، يخطط منافس فيجاي المحترف سوراج ديوان لقمع المنافسة من فيجاي عن طريق الخفيانية. على الرغم من أن فيجاي يدرك أن الذهاب إلى مكتب النقل الإقليمي(RTO) قد يترك أدلة لهذه الزيارة ، إلا أنه وافق بتردد ، على أمل أن زيارته الغير معلنة لن تحدث ضجة. عند وصوله ، وجد فيجاي القنوات التلفزيونية محيطة بالمبنى ، وسمع أحد المراسلين يقوم بنشر أخبار ملفقة بأن فيجاي كان سائق متهور كان يقود بدون رخصة. وبعدها انتشر الخبر ، فغضب فيجاي وقام بتوبيخ أوم أمام ابنه ورؤسائه بسبب تسريب المعلومات . فغضب منه أوم وأخبر المراسلين أن فيجاي كان متعجرفًا ويريد الحصول على رخصة قيادة دون المرور بالإجراءات العادية. فتضررت سمعة فيجاي بشدة ، مما أدى إلى تفاقم الوضع ، بعدها قام معجبين سوراج بهجوم كر وفر على أوم. كما قامت عصابة ملثمة بإلقاء الحجارة على منزله حتى أن ابن أوم أصيب في رأسه ، مما جعل أوم يعتقد أن رجال فيجاي هم الذين كانوا وراء ذلك الهجوم.
في غضون ذلك ، ألغى فيجاي على مضض رحلته إلى الولايات المتحدة بناءً على إصرار المنتج. وبينما كان أوم ينقل ابنه إلى المستشفى ، قام فيجاي وهو محبط بالاتصال بأوم عبر الهاتف وهدده ، مما قام بتأكيد شكوك أوم تجاه فيجاي. وفي تحقيق الشرطة ، اتهم أوم وزوجته مينتي فيجاي ، لكن لم يتم توجيه التهمة إلى فيجاي لأن لنقص الأدلة. احتجاجًا على ذلك ، قام أوم وعائلته بأداء ساتياغراها أمام منزل فيجاي ، حيث تتجمع وسائل الإعلام والمعجبون أيضًا. وفي حديثه إلى وسائل الإعلام ، صرح فيجاي أن أوم معجب مجنون ونوع من المطارد الذي يجد الإشباع من خلال كونه جزءًا من حياة معبوده وهو نوع من الاضطراب النفسي. وقام بإظهار رسائل معجبي أوم كدليل وأعلن أنه قرر حضور الاختبار تحت إشراف أوم. بعد ذلك قام فيجاي بالحصول على إذن لإجراء اختبار رخصة قيادة مفتوح ، يمكن عرضه بواسطة الإنترنت ويمكن بثه على الهواء مباشرة ، ويتم استبدال الاختبار المعتمد على الكمبيوتر بجلسة أسئلة وأجوبة مباشرة مع أوم. وفي جلسة الاختبار طرح أوم أسئلة صعبة وغير عادية ، ولكن فيجاي كان قادرًا على اجتياز اختبار المتعلم .
يتعرض ابن أوم للتخويف من قبل الفتيان المعجبين بفيجاي في المدرسة. لذلك يقرر أوم عدم إرسال ابنه إلى المدرسة حتى يفشل فيجاي ويصمم على إخفاقه باستخدام أقصى قدر من التقدير . في هذه الأثناء ، تحتاج نينا زوجة فيجاي عملية جراحية ، ويتم التخطيط لرحلة للوصول إلى هناك بمجرد اكتمال الاختبار. في يوم التقييم العملي ، يكمل فيجاي بسلاسة "اختبار H" ، يحاول أوم إسقاطه في الاختبار بسبب أخطاء بسيطة. ولكن يتم نقض القرار من قبل رئيس أوم وينجح فيجاي باجتياز هذه المرحلة من الاختبار. وفي المرحلة الثانية من الاختبار يجعل أوم فيجاي ينتظر حتى الظهر لمتابعة "اختبار الطريق". وفي الظهيرة ، يؤجل أوم الاختبار لمدة يومين ، وهو ما يوافق يوم إجراء جراحة نينا. بعدها يعلن فيجاي للمشاهدين ووسائل الإعلام أنه يتخلى عن القيادة إلى الأبد لأن أوم أساء استخدام سلطته تمامًا وسيتقاعد من التمثيل إذا أدى ذلك إلى تعطيل حياته أكثر.، وبسبب هذا الخطاب بدأ المعجبون بفيجاي المحاولة في قتل أوم ، لكن فيجاي ينقذه ويهرب من المكان.
أثناء الرحلة ، يتصالح فيجاي وأوم بعد إزالة سوء التفاهم بينهما. يكشف أوم أن ترخيص فيجاي كان في صندوق الهدايا الذي تم إلقاؤه سابقًا بواسطة فيجاي في مكتب النقل الإقليمي(RTO). يأخذ فيجاي أوم وعائلته إلى منزله ، حيث يوبخ سوراج وفيملا على أخطائهم. بعد يومين ، قبل مغادرته إلى المطار ، تفاعل فيجاي مع الصحافة حول المصالحة بينهما وأخبرهم بأنه حصل على رخصة القيادة. ثم يقود فيجاي سيارته إلى المطار في مشهد درامي.

## طاقم العمل
- أكشاي كومار في دور فيجاي كومار
- عمران هاشمي في دور مفتش (RTO) أوم براكاش أغراوال
- ديانا بينتي بدور نينا ، زوجة فيجاي
- نوشرات بهروشا بدور مينتي أغراوال ، زوجة أوم
- ماهيش تاكور في دور نافين
- ميجنا مالك بدور فيملا تيواري
- أبهيمانيو سينغ في دور سوراج ديوان
- آدا شارما بدور ميرا
- كوشا كابيلا بدور تارا
- Mrunal Thakur كراقص في أغنية "كودييا ني تيري" (ظهور خاص)
- يو يو هاني سينغ بنفسه في أغنية "كودييا ني تيري" (ظهور خاص)
- جاكلين فرنانديز راقصة في أغنية "ديواني" (ظهور خاص)

## إنتاج
تم الإعلان عن الفيلم في يناير 2022، مع ملصق متحرك بواسطة دهارما للإنتاج . بدأ التصوير الرئيسي في مارس 2022 في مومباي وانتهى في ديسمبر 2022.

## النشر والتوزيع
تم الإعلان عن الفيلم رسميًا في 12 يناير 2022. تم إصدار المقطع الدعائي الرسمي للفيلم في 22 يناير 2023.
انتشر مقطع فيديو على انستغرام يظهر فيه أكشاي كومار وسلمان خان يرقصان معًا على أغنية الفيلم "ماين خيلادي" وأصبح المقطع الأكثر مشاهدة والأكثر إعجابًا لأحد المشاهير الهنود على انستغرام. في حدث ترويجي للفيلم ،التقط أكشاي كومار 184 صورة سيلفي مع المعجبين في ثلاث دقائق ، محطمًا الرقم القياسي العالمي لجينيس لأكبر عدد من صور السيلفي التي تم التقاطها في ثلاث دقائق.

### سينمائياً
صدر الفيلم في 24 فبراير 2023.